# Nathan Cardoso
Nathan Raphael Pelae Cardoso, noto semplicemente come Nathan Cardoso (San Paolo, 13 maggio 1995), è un calciatore brasiliano, difensore del Cuiabá.

## Caratteristiche tecniche
È un difensore centrale che all'occorrenza può essere schierato come mediano.

## Carriera

### Club
Il 18 agosto 2017, il Servette annuncia di aver trovato un accordo con il Palmeiras per il prestito del giocatore. Fa il suo esordio ufficiale con la maglia granata, il 25 agosto 2017 allo Stade de Genève contro l'Aarau sostituendo Christopher Mfuyi nel corso del secondo tempo. Il 10 settembre, segna la sua prima rete in campionato in occasione della partita interna contro lo Sciaffusa.
Nell'estate 2019 viene acquistato dallo Zurigo per 650000 €.
Il 25 giugno 2021 si trasferisce negli Stati Uniti ai S.J. Earthquakes.
Dopo tre stagioni agli Earthquakes in cui colleziona 46 partite e realizza cinque reti, passa al Seattle Sounders.

### Nazionale
Nel 2015 è stato convocato dal Brasile per disputare il Campionato sudamericano Under-20.

## Palmarès

### Club

#### Competizioni nazionali
- Coppa del Brasile: 1

Palmeiras: 2015

#### Competizioni statali
- Campionato Catarinense: 1

Chapecoense: 2017